# Adi Šamir
Adi Šamir (hebrejsky: עדי שמיר; * 6. července 1952 Tel Aviv, Izrael) je izraelský informatik, zabývající se zejména kryptologií. Je jedním ze spoluvynálezců šifrovacího algoritmu RSA (spolu s Ronaldem Rivestem a Leonardem Adlemanem), dále spolutvůrcem Feigeova-Fiatova-Šamirova identifikačního schématu (spolu s Urielem Feigem a Amosem Fiatem) a také spolutvůrcem diferenciální kryptoanalýzy. Kromě toho je původcem vícero objevů v oblastech kryptologie a informatiky obecně. Je nositelem Turingovy ceny pro rok 2002.